# 刘文西
刘文西（1933年10月17日—2019年7月7日），浙江嵊州人，中国画画家，原中国美术家协会副主席和西安美术学院院长，系1999年发行至今的第五套人民币100元毛泽东素描画像作者，后新版1、5、10、20、50元人民币毛泽东画像作者。

## 生平
1953年入浙江美术学院，师从潘天寿。
2019年7月7日于西安交通大学第一附属医院病逝。

## 参看
- 第五套人民币